# Giorgio Baglivi
Giorgio Baglivi, född 8 september 1668 i Ragusa (numera Dubrovnik), död  15 juni 1707 i Rom, var en italiensk läkare.  
Baglivi erhöll 1696 professuren i anatomi i Rom, från vilken han 1701 övergick till lärostolen i teoretisk medicin. Han hade ett stort inflytande på medicinens utveckling. Hans Opera omnia utgavs första gången 1704 i Lyon och omtrycktes många gånger; de översattes till flera moderna språk, 1851 till franskan.